# Hubert Pollack

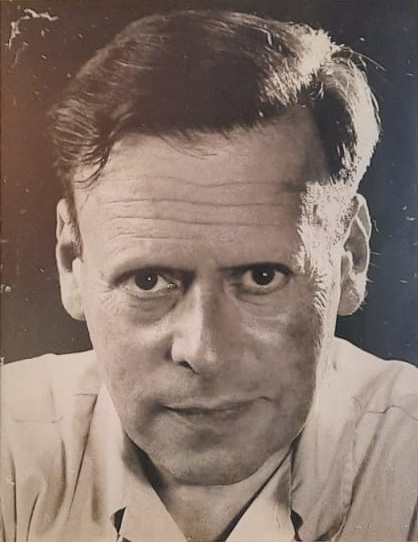
Hubert Pollack, 1954

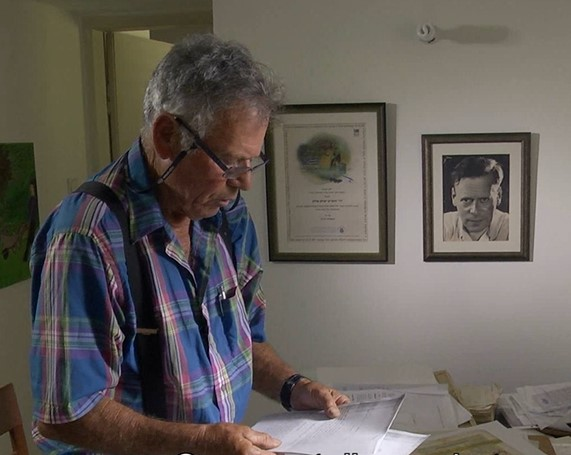
Adi Daliot und sein Vater Hubert Pollack

Hubert Pollack (geboren am 26. Januar 1903 in Berlin; gestorben 1967 in Herzlia, Israel) war ein deutsch-israelischer Funktionär, der verschiedene Positionen in der jüdischen Gemeinde Berlins innehatte. Er studierte an der Universität Berlin und promovierte in Wirtschaft und Philosophie. Seine geheimen Aktivitäten vor dem Holocaust ermöglichten es ihm und seinen Mitarbeitern, eine große Anzahl Juden zu retten. Nach seiner Einwanderung nach Palästina/Eretz Israel wurde er Mitglied der Hagana und danach in der israelischen Armee.

## Leben
Hubert Pollack war Sohn des Arztes Wilhelm Pollack und seiner Frau Johanna geb. Eisner. Er studierte zwischen 1921 und 1927 an der Universität Berlin und promovierte dort in Wirtschaft und Philosophie. In den Jahren 1923–1929 arbeitete er im Bonner Büro von Keren Hayesod – The United Israel Appeal im Rheinland. In den Jahren 1930–1933 leitete er das Statistikamt der Jüdischen Gemeinde Berlin. In den Jahren 1933–1939 war er Berater im Palästina-Büro der Gemeinde in Berlin. Während dieser Jahre arbeitete er mit Hauptmann (Captain) Francis Frank Foley zusammen, einem in Berlin stationierten britischen Geheimdienstoffizier, der zur Tarnung Direktor des Visabüros der britischen Botschaft war. Zusammen mit Hauptmann Foley und Wilfrid Israel, der sein Vorgesetzter beim Jüdischen Hilfsverein war, gründete er eine Organisation, die unter absoluter Geheimhaltung operierte, da sie unmittelbar bedroht war. Es gab eine klare Zuordnung der Verantwortlichkeiten: Wilfrid Israel erhielt Anfragen von Juden, stellte Namenslisten zusammen, sammelte die erforderlichen Mittel und übergab sie an Pollack. Pollack knüpfte Kontakte zu Gestapobeamten und gab ihnen die Namen, die er von Wilfrid Israel erhalten hatte, zusammen mit Bestechungsgeldern. Foley stellte die Ausreisevisa zur Verfügung und priorisierte Juden, die von der Gestapo bereits auf die schwarze Liste gesetzt worden waren. Die Geschichte dieser Organisation wird im Film Das lebenswichtige Bindeglied: Die Geschichte von Wilfrid Israel von Yonatan Nir erzählt.
Im August 1939 verließ er zusammen mit seiner Familie in letzter Minute mit Unterstützung von Kapitän Foley Berlin in Richtung Palästina. Pollack war Mitglied der Hagana während er für die britische Mandatsregierung arbeitete. Er kämpfte während der Schlacht um Jerusalem (1948) und arbeitete bis zu seiner Pensionierung als Forschungsoffizier beim israelischen Geheimdienstkorps.
Basierend auf Pollacks Aussagen, die teilweise während des Eichmannprozesses 1961 wiedergegeben wurden, verlieh Yad Vashem Foley den Titel „Gerechter unter den Völkern“. Berichte zu ihren gemeinsamen Aktionen finden sich in dem Buch "Foley: Der Spion, der 10.000 Juden gerettet hat" von Michael Smith.
Pollack sammelte von Überlebenden und ehemaligen Berlinern Spenden, um Francis Foleys zu gedenken, indem er in dessen Namen auf dem Weg nach Jerusalem einen Baum in einem Wald des Jüdischen Nationalfonds (KKL) in der Nähe des Eingangs zum Kibbuz Har'el pflanzte. Pollack starb eine Woche nach dem Sechstagekrieg (1967), ohne zu wissen, dass Captain Foley vom jüdischen Volk geehrt werden würde.